# 迷你桌上型電腦
迷你桌上型電腦（英語：Mini desktop、Mini PC、Micro PC）也称“网桌电脑”（nettop，是“network”和“desktop”的混成词），是桌上型電腦的一種，其主機外觀類似電視盒或數據機的體積大小，占用非常少的物理空間；主機板上普遍搭載低功耗等級的處理器、顯示晶片、記憶體、2.5吋硬碟或固態硬碟，且具有Wi-Fi通訊功能。

## 作業系統
主要的作業系統有蘋果的macOS、微軟的Windows和Google的Chrome os，還有部份的使用者會自行安裝Linux。

## 製造商

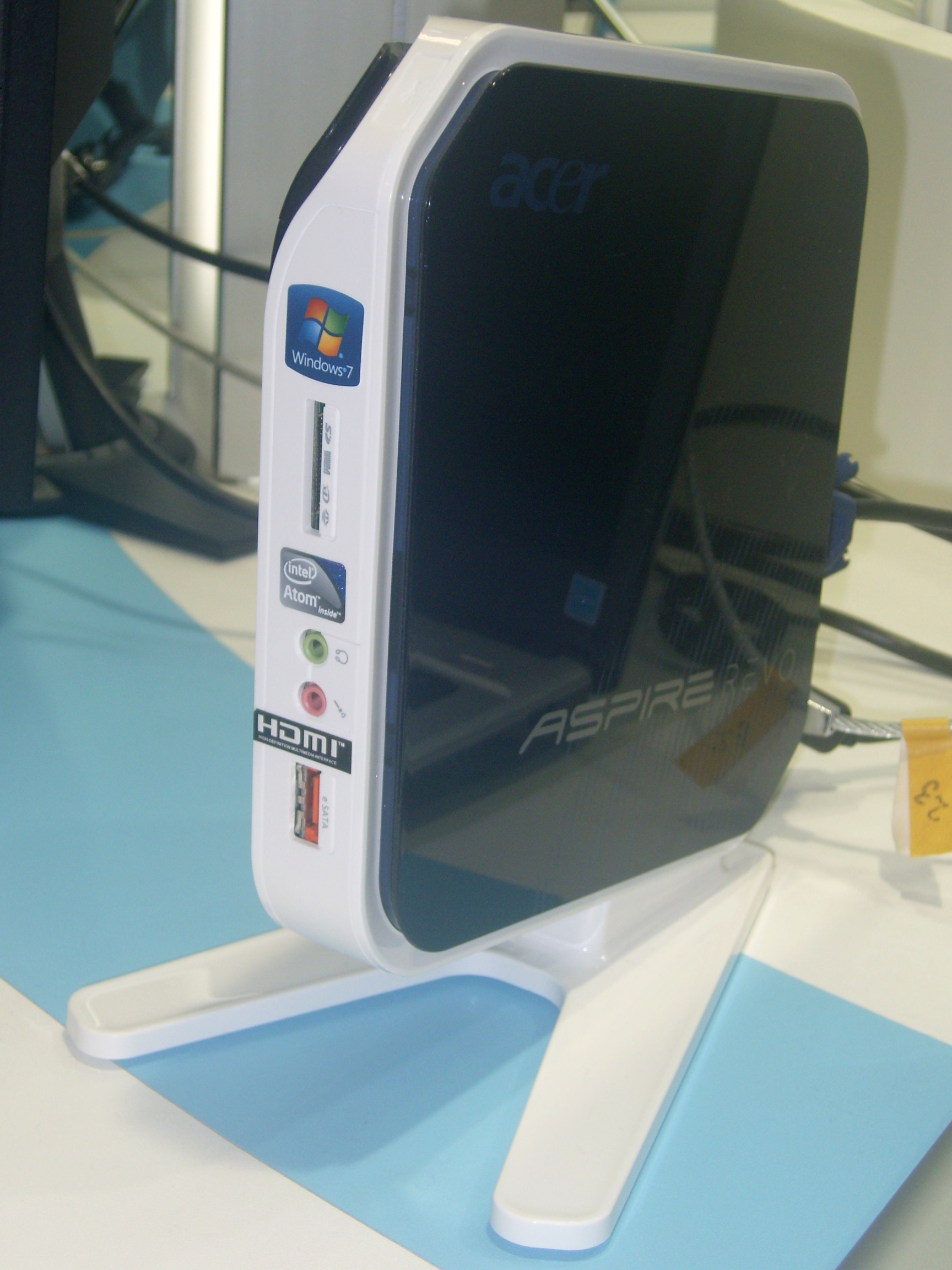
宏碁 AspireRevo，2009年

### Mac OS
- 蘋果公司
  - Mac mini，2005年－至今

### Windows
- 華碩
  - Eee BOX，2008年[1]
  - VivoPC
  - VivoMini系列
  - ROG GR6
  - ROG GR8
- 戴爾
  - Studio Hybrid，2008年[2]
  - OptiPlex Micro系列
  - Zino HD，2010年[3]
- 宏碁
  - AspireRevo（英语：AspireRevo），2009年[4]
  - Revo One
- 微星
  - Wind Box DC 100，2009年[來源請求]
  - Cubi系列[5]
- 技嘉
  - BRIX系列[6][7]，2013年[來源請求]
- 英特爾
  - Intel NUC系列，2013年－至今
- 惠普
  - HP EliteDesk 800 G1 Mini
  - HP ProDesk 600 G1 Mini
  - HP Pavilion Mini，2014年[8]
- 捷元
  - AVBody，2016年[9]
- 華擎科技
  - Beebox
  - ION 330
  - VisionX
- 富士通
  - Esprimo Q500系列
  - Esprimo Q900系列
- 第三新浪
- InFocus
  - Kangaroo